# Dragojla Jarnević
Dragojla Jarnević (també escrit Jarnjević), (Karlovac, 4 de gener de 1812 - Ibidem, 12 de març de 1875) va ser una escriptora i educadora croata. Amb la seva obra social, política i literària, va contribuir a replantejar la posició de les dones a la societat.
Membre del moviment il·liri, es va donar a conèixer amb les seves reclamacions dels drets de les dones. Va treballar a Graz, Trieste i Venècia com a educadora i s'interessà per la pedagogia: va fundar una escola privada de nenes a Karlovac amb l'objectiu de promoure'n l'educació perquè les noies poguessin participar activament en la vida sociopolítica del país. Dragojla Jarnević també és coneguda per ser una pionera del muntanyisme i, així, fou la primera dona a escalar la roca d'Okić, a la serra de Samobor, i és considerada la primera alpinista croata.

## Obra literària
Va escriure poesia i narrativa, amb la qual esdevingué una de les fundadores de la prosa croata. Escrigué també obres dramàtiques, com Veronica Desnić o Maria, reina d'Hongria. I també el seu Diari (Dnevnik), escrit entre el 1832 i el 1874, que aporta una clara perspectiva de la posició social de les dones a mitjan segle xix i les tensions entre la vida domèstica i les aspiracions de la vida intel·lectual. Es va publicar en fragments el 1958 amb el títol La vida d’una dona i de manera íntegra el 2000.